# Rindweg
Rindweg ist ein ehemaliger Ortsteil auf dem Gebiet des heutigen Stadtteils Stadtmitte in der Stadt Bergisch Gladbach  im Rheinisch-Bergischen Kreis.

## Lage und Beschreibung
Der Rindweg (ma. Rengkwäch) ist ein alter, untergangener Weg von der Schnabelsmühle nach Cederwald.

## Geschichte
Auf der Topographischen Aufnahme der Rheinlande von 1824 ist der Weg zwischen der Schnabelsmühle und Zederwald verzeichnet, ebenso  auf der Preußischen Uraufnahme von 1840. Ab der Preußischen Neuaufnahme von 1892 ist dort auf Messtischblättern die Zanders Papierfabrik eingezeichnet.
1885 wurde an dem Wohnplatz ein Gebäude mit 18 Einwohnern gezählt. Er gehörte zur Bürgermeisterei Bergisch Gladbach.